# Веніамін (Новицький)
Архієпископ Веніамін (в миру Сергій Васильович Новицький; 17 (30) вересня 1900, село Кривичі, Раковський повіт, Мінська губернія — 14 жовтня 1976, Чебоксари) — єпископ Російської православної церкви, архієпископ Чебоксарський і Чуваський.
Брат священномученика Валеріана Новицького (1897—1930).

## Біографія
Народився в родині священика. З дитинства полюбив церковне життя, особливо спів. Бабуся Стефанида, коли йому було всього лише три роки, називала його не інакше як «мій архиерейчик».
У 1914 році закінчив Слуцьке духовне училище, після чого вступив до Мінської духовної семінарії.
Перервав навчання у зв'язку з громадянською війною, під час якої в 1919—1921 роках працював учителем у селі Печурани Мінської губернії.

### Служіння в Польщі
У 1921—1928 роках — псаломщик Дарївського приходу Пінської єпархії.
У 1924 роки закінчив Віленську духовну семінарію, після чого вступив на православний богословський факультет Варшавського університету, який закінчив у 1929 році.
15 вересня 1928 року був пострижений у чернецтво з ім'ям Веніаміна в Успенській Почаївській лаврі. 25 грудня 1928 року висвячений у сан ієромонаха.
З 15 липня 1929 року — правитель справ і член Духовного собору Почаївської лаври.
У березні — жовтні 1931 року — настоятель собору в місті Острог Волинської єпархії, потім знову повернувся в Почаївську лавру
17 травня 1934 року возведений у сан архімандрита.
У 1936—1937 роки — настоятель Покровської церкви міста Львова.
У 1937 році захистив магістерську дисертацію на тему: «Про змінності канонів Православної Церкви».
З червня 1937 року — викладач лаврської чернечої школи в Успенській Почаївській лаврі.
Володіючи великою культурою церковного співу, організував чудові православні хори в Почаївській Лаврі, в Острог, Львові та інших місцях, що зробило позитивний вплив на місцеве уніатське населення. Разом з архімандритом Пантелеймоном (Рудиком) заснував місіонерську школу з підготовки кадрів для діяльності в середовищі уніатів.

### Служіння під час війни і ув'язнення в таборі
Після приєднання Західної України до СРСР — в юрисдикції Московського Патріархату.
З 15 червня 1941 року — єпископ Пінський і Поліський, вікарій Волинської єпархії.
Жив у Почаївській лаврі. Під час окупації України німецькими військами, незважаючи на тиск прихильників церковної автокефалії, увійшов до складу Української автономної церкви, канонічно пов'язаною з Московським Патріархатом. У серпні 1941 року — секретар Собору єпископів, що пройшов у Почаївській лаврі і визначив статус автономної церкви.
З серпня 1942 року — єпископ Полтавський та Лубенський. За його ініціативою був відновлений Полтавський Хрестовоздвиженський монастир, організовані пастирські курси, відкриті багато парафії. При відступі німців з Полтави був евакуйований примусово, але, зістрибнувши з поїзда, повернувся до Почаївської Лаври.
Після звільнення України радянськими військами в травні 1944 року був заарештований в Почаєві і доставлений у в'язницю в Київ. За звинуваченням у співпраці з окупантами був засуджений до 15 років позбавлення волі (винним себе не визнав). У 1945—1955 роках перебував у таборі на Колимі. У 1955 р. термін ув'язнення був зменшений до 10 років.
В 1955—1956 роки працював бухгалтером в Магаданській області.

### Управління єпархіями в РРФСР
З 22 листопада 1956 року — єпископ Омський і Тюменський. Перешкодив руйнування Софійського собору та ансамблю Архієрейського будинку в Тобольську, пожертвувавши на їх реставрацію гроші з єпархіальних коштів.
12 лютого 1958 року возведений у сан архієпископа.
З 21 лютого 1958 року — архієпископ Іркутський і Читинський, тимчасово керуючий Хабаровської єпархії.
Відвідав практично всі приходи, що знаходяться в його веденні, незважаючи на обширність керованих їм єпархій. При об'їзді Іркутської єпархії потрапив під сильне радіаційне опромінення, через що у нього почалася променева хвороба: випало все волосся і викривилася шия.
У 1970 році, напередодні Помісного собору (1971), вніс пропозицію про скасування прийнятого під тиском влади Архієрейським собором 1961 року положення Статуту, позбавляв настоятелів права керування господарськими справами парафії.
З 31 травня 1973 року — архієпископ Чебоксарський і Чуваський. За короткий період заслужив повагу парафіян як своїм духовним життям («підбадьорював духовно тисячі приходять до нього скорботних людей»), так і адміністративними здібностями, що проявлялись, незважаючи на важку хворобу. При ньому був повністю відреставрований кафедральний Введенський собор, налагоджений церковний хор, всі парафії заміщені священиками, а для єпархіального управління придбаний будинок.
Часто проповідував, у своїх повчаннях наводив, зокрема, наукові аргументи, знаходячи в них підтвердження церковно-богословських істин. Відрізнявся кипучою енергією, уникав розкоші, в їжі завжди був помірним, вина майже не вживав. Посилав свої грошові кошти нужденним: щомісячно він посилав близько двадцяти перекладів бідним.
Відспівування його 18 жовтня 1976 року очолив архієпископ Куйбишевський і Сизранський Іоанн (Сничов). Архієпископ Веніамін був похований у Введенському кафедральному соборі Чебоксар.

### Відгуки сучасників
Архієпископ Василь (Кривошеїн) в спогадах про  Помісний собор 1971 року так описував архієпископа Веніаміна:
|  | Він мене абсолютно потряс своїм зовнішнім виглядом. Згорблений, без єдиного волоса на голові і на обличчі, точно хтось збрив йому начисто голову, вуса і бороду. Перше враження якогось скопця або латинського патера. А тим часом ще кілька років тому у нього були і вуса і борода. З тих пір вони абсолютно вилізли. Все це, як і зламана спина, - наслідки довголітнього перебування на радянській каторзі. Кажуть, що його там били, спинний хребет зламали, а волосся вилізло через поневіряння, хоча не відразу, але через багато років. Архієпископ Веніамін народився в 1900 році, перед самою війною в 1939 році був у сані архімандрита намісником Почаївської Лаври в тодішній Польщі. У 1940 році був (після вступу туди радянської армії) висвячений в єпископи Московською Патріархією. Залишився на Волині за німецької окупації, але, до речі, у виданнях Патріархії про це ніде не сказано і біографія його взагалі не надрукована. У всякому разі, як він сам мені сказав, був заарештований в 1943 році повернулася Червоною армією, і засланий на Колиму, де і провів дванадцять років, аж до 1955 року. |

## Праці
- Трагические страницы истории Церкви на оккупированной территории (Из воспоминаний очевидца). Журнал Московской Патриархии (ЖМП). 1975, № 7.
- Слово в день Рождества Христова. ЖМП. 1977, № 1.
- Слово на Великий пост. ЖМП. 1977, № 3.
- Воскрес во спасение всем людям. «Голос Православия» (нем. яз.), 1977, № 4.